# لوك هاردينغ
لوك هاردينغ (بالإنجليزية: Luke Harding)‏ هو صحفي بريطاني، ولد في 21 أبريل 1968 في نوتنغهام في المملكة المتحدة.

## وصلات خارجية
- لوك هاردينغ على موقع IMDb (الإنجليزية)
- لوك هاردينغ على موقع ألو سيني (الفرنسية)
- لوك هاردينغ على موقع أول موفي (الإنجليزية)
- لوك هاردينغ على موقع قاعدة بيانات الفيلم (الإنجليزية)
- لوك هاردينغ على موقع كينوبويسك (الروسية)